# Qualificazioni al campionato europeo maschile di calcio 1992 - Gruppo 3

## Classifica
| Squadra          | P.ti | G | V | P | S | RF | RS | DR  |
| ---------------- | ---- | - | - | - | - | -- | -- | --- |
| Unione Sovietica | 13   | 8 | 5 | 3 | 0 | 13 | 2  | +11 |
| Italia           | 10   | 8 | 3 | 4 | 1 | 12 | 5  | +7  |
| Norvegia         | 9    | 8 | 3 | 3 | 2 | 9  | 5  | +4  |
| Ungheria         | 8    | 8 | 2 | 4 | 2 | 10 | 9  | +1  |
| Cipro            | 0    | 8 | 0 | 0 | 8 | 2  | 25 | -23 |

## Risultati
| Arbitro: | Hubert Forstinger |

|                               |           |  |
| Kanchelskis 22’ Kuznetsov 60’ | Marcatori |  |

| Bergen 10 ottobre 1990, ore 19:00 CET | Norvegia      | 0 – 0 referto | Ungheria | Brann Stadion (6.304 spett.)\| Arbitro: \| John Spillane \| |
| Arbitro:                              | John Spillane |               |          |                                                             |

| Arbitro: | Bo Karlsson |

|            |           |                   |
| Disztl 16’ | Marcatori | 54’ (rig.) Baggio |

| Arbitro: | Plarent Kotherja |

|                                                |           |                             |
| Lörincz 1’, 19’ Kiprich 20’ (rig.), 67’ (rig.) | Marcatori | 13’ Xiouroupas 89’ Tsolakīs |

| Roma 3 novembre 1990, ore 14:30 CET | Italia                | 0 – 0 referto | Unione Sovietica | Stadio Olimpico (52.288 spett.)\| Arbitro: \| Marcel Van Langenhove \| |
| Arbitro:                            | Marcel Van Langenhove |               |                  |                                                                        |

| Arbitro: | Zoran Petrović |

|  |           |                                       |
|  | Marcatori | 39’ Sørloth 50’ Bohinen 64’ Brandhaug |

| Arbitro: | Ivan Grégr |

|  |           |                                             |
|  | Marcatori | 15’ Vierchowod 22’, 50’ Serena 44’ Lombardo |

| Arbitro: | Gerhard Kapl |

|  |           |                        |
|  | Marcatori | 15’ Szalma 40’ Kiprich |

| Arbitro: | Aron Schmidhuber |

|  |           |                   |
|  | Marcatori | 30’ Mychajlyčenko |

| Arbitro: | Joseph Worrall |

|                             |           |                   |
| Donadoni 4’, 16’ Vialli 56’ | Marcatori | 65’ (rig.) Bognár |

| Arbitro: | Kaj Natri |

|                                            |           |  |
| Lydersen 49’ (rig.) Dahlum 65’ Sørloth 90’ | Marcatori |  |

| Arbitro: | Stefan Petrescu |

|                                                          |           |  |
| Mostovoj 10’ Mychajlyčenko 51’ Korneev 87’ Alejnikaŭ 89’ | Marcatori |  |

| Arbitro: | Mario van der Ende |

|                       |           |               |
| Dahlum 4’ Bohinen 25’ | Marcatori | 77’ Schillaci |

| Arbitro: | Howard King |

|  |           |              |
|  | Marcatori | 74’ Mostovoj |

| Arbitro: | Zoran Petrović |

|                                     |           |                  |
| Shalimov 37’ (rig.) Kanchelskis 50’ | Marcatori | 16’, 84’ Kiprich |

| Mosca 12 ottobre 1991, ore 19:00 CET | Unione Sovietica | 0 – 0 referto | Italia | Lužniki (92.000 spett.)\| Arbitro: \| Bruno Galler \| |
| Arbitro:                             | Bruno Galler     |               |        |                                                       |

| Szombathely 30 ottobre 1991, ore 20:00 CET | Ungheria      | 0 – 0 referto | Norvegia | Rohonci úti (8.000 spett.)\| Arbitro: \| Gérard Biguet \| |
| Arbitro:                                   | Gérard Biguet |               |          |                                                           |

| Arbitro: | Andrew Waddell |

|  |           |                                        |
|  | Marcatori | 26’ Protasov 78’ Yuran 81’ Kanchelskis |

| Arbitro: | Karl-Josef Assenmacher |

|                |           |              |
| Rizzitelli 83’ | Marcatori | 60’ Jakobsen |

| Arbitro: | Joaquin Ramos Marcos |

|                          |           |  |
| Vialli 28’ R. Baggio 55’ | Marcatori |  |

## Classifica marcatori
5 reti
- József Kiprich

3 reti
- Andrej Kančel'skis

2 reti
- Aldo Serena
- Gianluca Vialli
- Roberto Baggio
- Roberto Donadoni

- Gøran Sørloth
- Lars Bohinen
- Tore André Dahlum

- Emil Lőrincz
- Aleksandr Mostovoi
- Oleksij Mychajlyčenko

1 rete
- Aggelos Tsolakīs
- Panagiōtīs Xiouroupas
- Attilio Lombardo
- Ruggiero Rizzitelli
- Salvatore Schillaci
- Pietro Vierchowod

- Sverre Brandhaug
- Mini Jakobsen
- Pål Lydersen
- György Bognár
- László Disztl
- József Szalma

- Sjarhej Alejnikaŭ
- Igor' Korneev
- Oleh Kuznjecov
- Oleh Protasov
- Igor' Šalimov
- Sergej Juran